# Tatiana Pará

## Musicista, Guitarrista
O interesse pelo estudo musical aconteceu na adolescência, quando comecei a "arranhar" meus primeiros acordes em um violão emprestado. Logo passei para a guitarra, por influência das bandas Deep Purple, Led Zeppelin e Queen. Não contente com meu desenvolvimento autodidata, comecei a fazer aulas. No início tive aulas com Márcio Okayama e Jefferson Ardanuy, depois de entrar na FAAM, estudei com Marcelo Gomes, Paulo Tiné, Pollaco, André Hernandes e Beto Iannicelli, maestro com quem estudei arranjo e música no geral, além do estudo específico de guitarra.
O aprendizado com professores de diferentes estilos me ajudou a desenvolver uma musicalidade diversificada e versátil. Isso me tornou apta para trabalhos em diversos estilos.
Em 1998 ingressei na Faculdade de Artes Alcântara Machado (FAAM), onde me formei bacharel em guitarra. A formação acadêmica me ajudou muito a expandir a visão musical e entender a música como um todo, sem distinção de "prática e teoria". Além das aulas específicas do instrumento, aulas de percepção, harmonia, contraponto, análise, história, dentre outras.
Essa é a verdadeira base para meu desenvolvimento como artista, criadora e musicista.
A guitarra sempre me fascinou de diversas formas. Inicialmente a paixão veio do rock, influenciada por Ritchie Blackmore, Jimmy Page e Brian May, mas com o passar do tempo e conhecimento, me apaixonei pelas diversas qualidades e versatilidades que esse instrumento possui.
A guitarra pode nos proporcionar desde solos emocionantes, melodias, riffs, harmonias, ritmos, grooves, timbres distintos, efeitos psicodélicos, efeitos eletrônicos, até sons de outros instrumentos (utilizando equipamentos apropriados) como banjo, citara, sax, e por ai vai...
Sabendo utilizar com bom senso e bom gosto, não temos limite com esse instrumento.
Para mim, o modo como a guitarra transmite o sentimento que queremos passar é algo único e apaixonante. "É através dela que transmito o que estou sentindo e o que quero dizer".

## Dividindo o Conhecimento
Comecei a lecionar aos 18 anos e desde então nunca parei. Acredito que algumas centenas de alunos devem ter passado pela minha sala de aula, dentre aulas de guitarra, violão, teoria musical e curso preparatório para vestibular. Além do fato das aulas serem meu trabalho fixo, tenho prazer em exercer essa atividade. Ver o progresso dos meus alunos é muito gratificante.
Cada aluno traz um desafio diferente. Tenho meu método, mas cada um possui um objetivo distinto. E mesmo para aqueles com objetivos semelhantes, as dificuldades são outras. Portanto a ordem, o modo de passar, isso muda a cada aula.
Mantenho o estudo muito atualizado, pois muitas vezes tenho que utilizar abordagens distintas para a compreensão do aluno.
Faço questão que eles assimilem o assunto, nada de decorar! A prática, aplicação e desenvolvimento da criatividade são essenciais. Assim que o aluno aprende algo, o coloco pra tocar e desenvolver o que aprendeu, seja com playback ou na aula de prática de conjunto. Portanto, apesar de trabalhosa, minha maneira de ensinar é personalizada, fazendo com que cada aluno encontre em si um guitarrista.
Também leciono "online", ou seja, para pessoas de fora de São Paulo, ou até do Brasil. A aula funciona da mesma forma que a tradicional, mas é feita via skype. O resultado tem sido igual ao de uma aula "presencial".

## O Blues
Desde que comecei a tocar, sempre gostei e ouvi Blues. Minhas primeiras influências "blueseiras" vieram de Eric Clapton e Stevie Ray Vaughan. Depois vieram Robben Ford, Albert Collins, Derek Trucks, Johnny Winter, Warren Haynes.
O que me fascina muito no Blues é o feeling, a improvisação, a criatividade, a forma como podemos conduzir a música para gerar diferentes "climas".
Tocar blues me ajudou muito na criatividade, na improvisação, em sentir a música. O fato de poder mudar a historia de um solo, de poder transformá-lo e tocá-lo como sinto no momento. Isso me agrada muito. Poder transmitir a espontaneidade do momento através da música, sempre.
Para mim, tocar Blues é um divertimento, um prazer. É muito bom quando podemos unir diversão e trabalho. Minha primeira participação no Blues foi com a banda Go Go Girls Blues, tocamos no Festival Internacional de Blues no SESC Ribeirão Preto, no Bourbon Street e outros. Depois participei da Youngsters Blues. Esses trabalhos me deram mais certeza de que o Blues é algo que adoro. Está e estará sempre presente na minha vida, na minha forma de tocar e sentir a música.
Também participei da Butterfly, banda resultante da Youngsters Blues com algumas modificações. Atualmente faço participações nos shows de cantores de blues como Dadá Cyrino e outros.

## O Rock
Minhas primeiras paixões musicais foram Deep Purple, Led Zeppelin e Queen. Portanto o Rock também está no meu sangue. Minha primeira banda foi com minha irmã, Nina Pará. Nós duas tocávamos guitarra até que a Nina "debandou" para a bateria. (rsrs)
Depois participei de algumas bandas cover de Rock Clássico e Rock/Pop, algumas delas são Kriptonita, Mana Ê e outras. 
Atualmente faço parte do Lacme , junto com Nina Pará e Jô Estrada. É minha banda autoral de rock, com um cd lançado em 2008, chamado "Reverse". Estamos mixando o novo trabalho.

## Música Instrumental
Sem dúvida o grande ideal do músico, como o de qualquer outro artista, é criar sua própria obra e com isso provocar sensações nas pessoas, emocionar.
Assim como um pintor usa cores e traços para despertar sentimentos, o músico usa suas composições e performances para alcançar o coração de todos.
Após 16 anos de prática e estudo na guitarra, esse instrumento se tornou praticamente uma extensão do meu corpo, da minha alma, da minha expressão. Esse "dom" me proporcionou uma nova fase na minha vida musical, a composição.
Através dessa expressão, iniciei minhas composições e, junto com Nina Pará e Claudio Morgado, montamos o Crats . Um trio de música instrumental, misturando blues, rock, funk, R&B, e outros elementos, sem rótulos e sem precedentes, música pura. 
Atualmente estamos terminando as gravações do primeiro CD e o lançamento será em breve.

## Música em todos os sentidos
Além do blues e rock, me "aventurei" por outros estilos durante minha carreira. Logo no início, toquei country/sertanejo com a banda Barra da Saia. Gravei o primeiro cd da banda e fizemos vários shows pelo Brasil.
Foi um trabalho importante, pois de início ganhei muita experiência tocando em diversas situações, rodeios, feiras agropecuárias, casas de shows, TVs, no Canecão e outros.
No estilo Pop, Pop/Rock e Classic Rock, participei de shows com a cantora Paula Dias, com a banda The Noni Brothers e com as cantoras da banda Altas-Horas Graça Cunha, Leilah Moreno e Jackeline Ribas.

## Discografia
1. Lacme - Reverse - 2008
2. Lacme - Reverse Naked - 2008
3. Barra da Saia - Barra da Saia 2004
4. Crats Way - Crats 2013
5. My Moods - Tatiana Pará 2016